# 里卡鎮 (考卡省)
里卡鎮是哥倫比亞的城鎮，位於該國西南部，由考卡省負責管轄，距離首府波帕揚30公里，面積74平方公里，海拔高度970米，主要經濟活動是農業，2005年人口14,378。
2°31′N 76°51′W / 2.517°N 76.850°W